# Narce Lutz

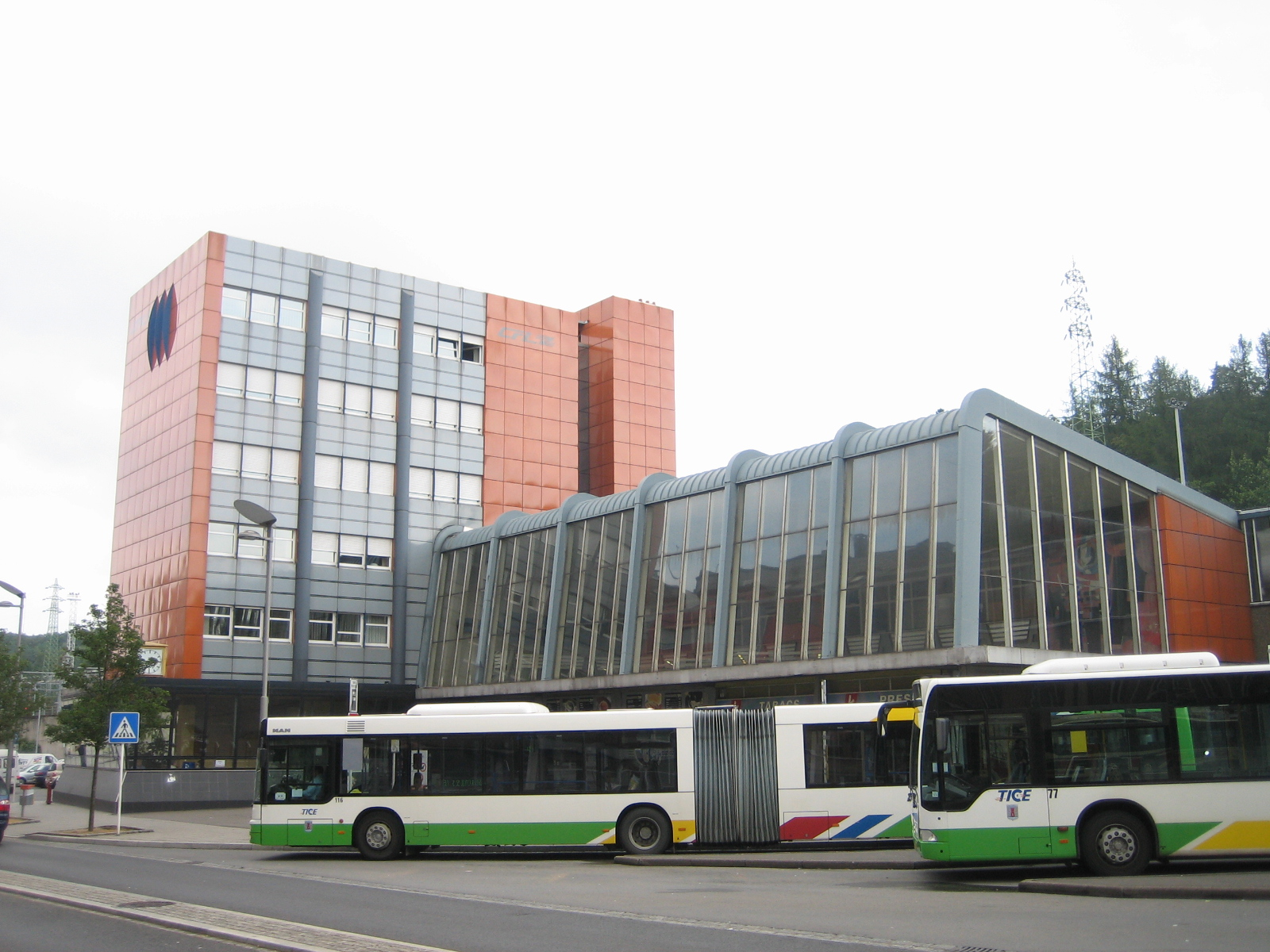
Station van Esch-sur-Alzette (1959)

Narcisse (Narce) Lutz (Luxemburg-Stad, 10 februari 1925 – aldaar, 11 april 1984) was een Luxemburgs architect.

## Leven en werk
Narce Lutz was een zoon van architect Jean Lutz (1888-1961) en Gritty Donven (1899-1980). Tijdens de Tweede Wereldoorlog was hij lid van de Luxemburgse verzetsbeweging Lëtzeburger Patriote Liga (1941-1943), later werd hij secretaris van de Ligue Luxembourgeoise des Prisonniers et Déportés politiques (LLPD). Hij studeerde architectuur aan de Koninklijke Academie voor Schone Kunsten van Brussel en won er in 1950 een prijs met kunststudente Coryse Kieffer (1928-2000). Lutz studeerde in 1951 af op zijn thesis Les Thermes et l’Hygiène Sociale en trouwde het jaar erop met Kieffer. Hij had een eigen architectenbureau in Luxemburg-Stad. Hij werd benoemd tot districtsarchitect in Diekirch (1962), later tot staatsarchitect en afdelingshoofd bij de dienst Bauverwaltung en in 1978 tot adjunct-directeur van de dienst. Hij was lid van de Ordre des Architectes Luxembourg. Naast zijn werk als architect, was Lutz actief als schilder. Hij sloot zich aan bij de kunstenaarsvereniging Cercle Artistique de Luxembourg (CAL) en nam vanaf 1950 deel aan de jaarlijkse salons.
Narce Lutz ontving de nationale Verzetsmedaille (1970) en het Luxemburgs Verzetskruis (1980), hij werd benoemd tot commandeur in de Orde van Verdienste van het Groothertogdom Luxemburg. Hij overleed op 59-jarige leeftijd.

## Enkele werken
- 1958 gebouw van Electro-Auto in Luxemburg-Stad.
- 1959 station van Esch-sur-Alzette, samen met N. Schmit en P. Reuter.
- 1962 gebouw van het Staats-Wijnbouwinstituut in Remich.
- diverse lagere scholen in onder andere Lipperscheid, Noertzange en Wormeldange-Haut